# Butwal

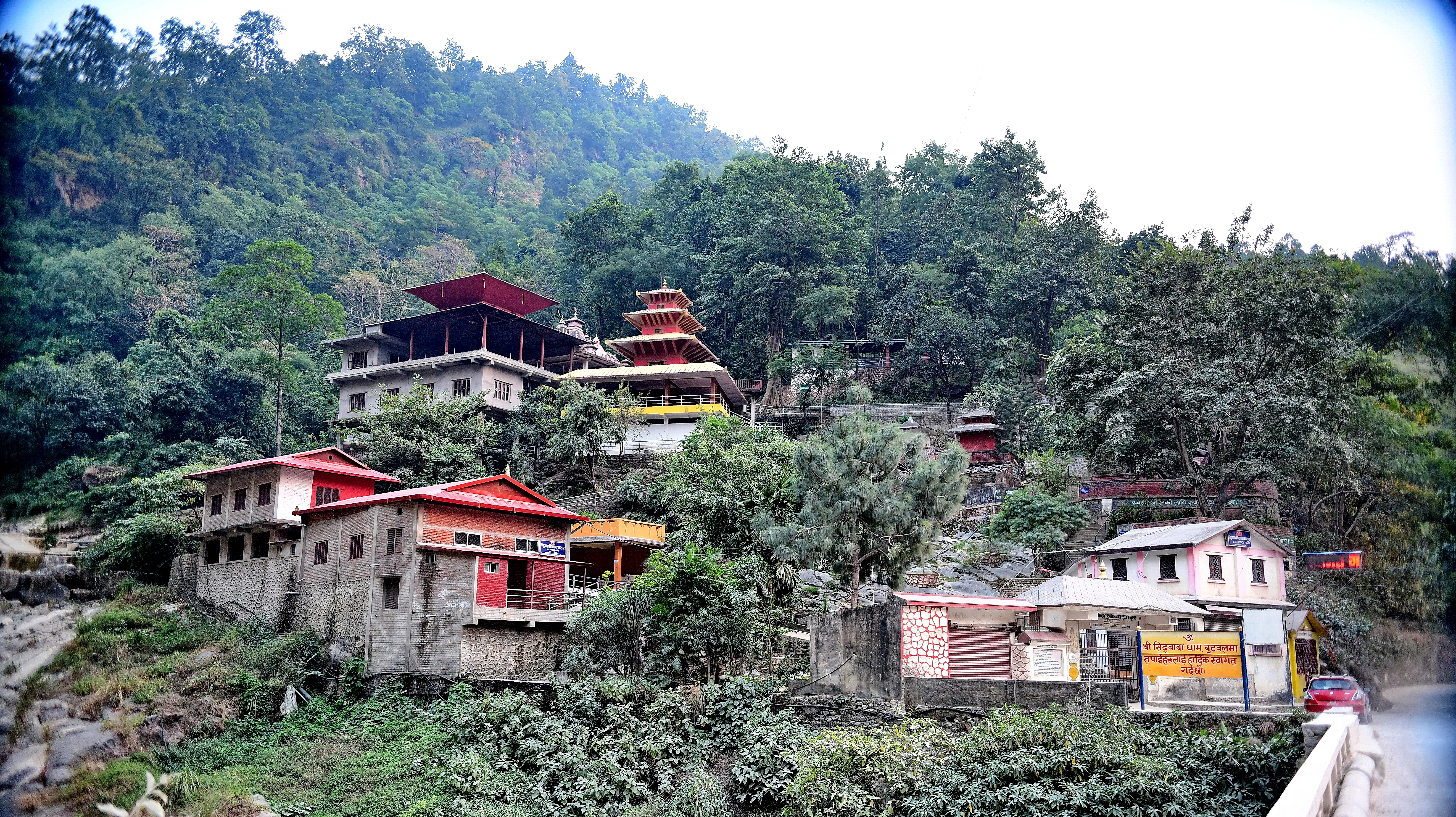
Butwal – Sidda Baba Temple

Butwal (Nepali: बुटवल; ehemals Khasauli Nepali: खस्यौली) ist eine Großstadt mit Stadtrecht 2. Ordnung im südlichen Nepal nahe der Grenze zu Indien. Die Stadt ist Verwaltungssitz des Distrikts Rupandehi.

## Lage und Klima
Die Stadt liegt am Fluss Tinau im flachen Gelände des Terai am Fuße des Himalaya auf einer mittleren Höhe von ca. 300 m. Sie befindet sich ca. 240 km westlich von Kathmandu an der Kreuzung zweier wichtiger Nationalstraßen, des Siddhartha Rajmarg von Indien nach Pokhara und des Mahendra Rajmarg, der großen Ost-West-Verbindung. Das Klima ist oft schwülwarm; Regen fällt überwiegend in den sommerlichen Monsunmonaten Juni bis Oktober.

## Bevölkerung
| Jahr      | 1991   | 2001    | 2011    |
| Einwohner | 91.252 | 141.262 | 194.335 |

Die meisten Einwohner sind in den letzten Jahrzehnten des 20. und zu Beginn des 21. Jahrhunderts aus den Dörfern der Umgebung zugewandert.

## Geschichte
In mittelalterlicher Zeit hieß die Stadt Khasauli; im 17. Jahrhundert wurde die Gegend vom Königreich Gorkha annektiert. Seit dem 19. Jahrhundert gab es häufige Reibereien mit den in Nordindien herrschenden Briten. Im Jahr 2014 wurden die beiden südlich angrenzenden Village Development Committees Semlar und Motipur eingemeindet. Das Stadtgebiet umfasst nun 101,5 km².

## Sehenswürdigkeiten
Butwal ist eine lebendige neue Stadt ohne bedeutende historische Sehenswürdigkeiten. Lediglich der etwas außerhalb gelegene Sidda Baba Temple mit seinem für Nepal typischen Pagodenstil verdient Beachtung.